# Johann Palisa
Johann Palisa [ˈjoːhan paːˈliza] (Opava, Češka, 6. prosinca 1848. – Beč, 2. svibnja 1925.), austrijski astronom šleskoga podrijetla.
Jedan od najpoznatijih otkrivača malih planeta u povijesti astronomije te najveći otkrivač asteroida vizualnom metodom. U Beču je studirao matematiku i astronomiju, ali prekida studij da bi se posvetio praktičnim opažanjima i 1872. godine prihvaća službu predstojnika Mornaričke zvjezdarnice u Puli. Refraktorskim teleskopom 1874. godine otkriva svoj prvi asteroid koji imenuje (136) Austrija. Tim otkrićem i Austro-Ugarska ulazi u krug država koje sudjeluju u otkrivanju asteroida te mu za to postignuće Car osobno dodjeljuje orden. Do 1880. godine otkriva iz Pule sveukupno 28 malih planeta (asteroida) od kojih neki nose imena vezana s Istrom i Hrvatskom: (142) Puljanka, (143) Jadran, (183) Istra. Ponudu da u Beču radi s novopostavljenim, tada najvećim teleskopom na svijetu Palisa prihvaća i 1890. godine rad nastavlja na bečkoj zvjezdarnici. Ondje u rad uvodi i astrofotografiju te do kraja života otkriva još 94 novih asteroida. Sa sveukupno otkrivena 122 mala planeta postaje jedan od njihovih najvećih otkrivača, a uz nekoliko skandala koje je priredio krutoj znanstvenoj zajednici, ostaje poznat i kao anegdotska ličnost. Ostat će zapamćen i po prvom spominjanju svjetlosnog onečišćenja koje umanjuje kvalitetu bečkog neba. Njemu je u čast asteroid otkriven s hajdelberške zvjezdarnice dobio ime (914) Palisana, a na Mjesecu je jedan krater nazvan Palisa. Komet koji je 1879. godine otkrio iz Pule, C/1879 Q1 (Palisa), nosi njegovo prezime.
Kad je 1993. godine svemirska sonda Galileo snimila iz blizine asteroid Idu koji je J. Palisa otkrio s bečke zvjezdarnice, Međunarodna astronomska unija odlučila je da će se neke od reljefnih struktura nazvati po otkrivaču i mjestima vezanima s njegovim djelovanjem, pa sad na Idi postoji Palisa regio (lat.: regija Palisa), kao i Pola regio (lat.: regija Pula).
| 136 Austria       | 18. ožujka 1874.    |
| 137 Meliboea      | 21. travnja 1874.   |
| 140 Siwa          | 13. listopada 1874. |
| 142 Polana        | 28. siječnja 1875.  |
| 143 Adria         | 23. veljače 1875.   |
| 151 Abundantia    | 1. studenoga 1875.  |
| 153 Hilda         | 2. studenoga 1875.  |
| 155 Scylla        | 8. studenoga 1875.  |
| 156 Xanthippe     | 22. studenoga 1875. |
| 178 Belisana      | 6. studenoga 1877.  |
| 182 Elsa          | 7. veljače 1878.    |
| 183 Istria        | 8. veljače 1878.    |
| 184 Dejopeja      | 28. veljače 1878.   |
| 192 Nausikaa      | 17. veljače 1879.   |
| 195 Eurykleia     | 19. travnja 1879.   |
| 197 Arete         | 21. svibnja 1879.   |
| 201 Penelope      | 7. kolovoza 1879.   |
| 204 Kallisto      | 8. listopada 1879.  |
| 205 Martha        | 13. listopada 1879. |
| 207 Hedda         | 17. listopada 1879. |
| 208 Lacrimosa     | 21. listopada 1879. |
| 210 Isabella      | 12. studenoga 1879. |
| 211 Isolda        | 10. prosinca 1879.  |
| 212 Medea         | 6. veljače 1880.    |
| 214 Aschera       | 29. veljače 1880.   |
| 216 Kleopatra     | 10. travnja 1880.   |
| 218 Bianca        | 4. rujna 1880.      |
| 219 Thusnelda     | 30. rujna 1880.     |
| 220 Stephania     | 19. svibnja 1881.   |
| 221 Eos           | 18. siječnja 1882.  |
| 222 Lucia         | 9. veljače 1882.    |
| 223 Rosa          | 9. ožujka 1882.     |
| 224 Oceana        | 30. ožujka 1882.    |
| 225 Henrietta     | 19. travnja 1882.   |
| 226 Weringia      | 19. srpnja 1882.    |
| 228 Agathe        | 19. kolovoza 1882.  |
| 229 Adelinda      | 22. kolovoza 1882.  |
| 231 Vindobona     | 10. rujna 1882.     |
| 232 Russia        | 31. siječnja 1883.  |
| 235 Carolina      | 28. studenoga 1883. |
| 236 Honoria       | 26. travnja 1884.   |
| 237 Coelestina    | 27. lipnja 1884.    |
| 239 Adrastea      | 18. kolovoza 1884.  |
| 242 Kriemhild     | 22. rujna 1884.     |
| 243 Ida           | 29. rujna 1884.     |
| 244 Sita          | 14. listopada 1884. |
| 248 Lameia        | 5. lipnja 1885.     |
| 250 Bettina       | 3. rujna 1885.      |
| 251 Sophia        | 4. listopada 1885.  |
| 253 Mathilde      | 12. studenoga 1885. |
| 254 Augusta       | 31. ožujka 1886.    |
| 255 Oppavia       | 31. ožujka 1886.    |
| 256 Walpurga      | 3. travnja 1886.    |
| 257 Silesia       | 5. travnja 1886.    |
| 260 Huberta       | 3. listopada 1886.  |
| 262 Valda         | 3. studenoga 1886.  |
| 263 Dresda        | 3. studenoga 1886.  |
| 265 Anna          | 25. veljače 1887.   |
| 266 Aline         | 17. svibnja 1887.   |
| 269 Justitia      | 21. rujna 1887.     |
| 273 Atropos       | 8. ožujka 1888.     |
| 274 Philagoria    | 3. travnja 1888.    |
| 275 Sapientia     | 15. travnja 1888.   |
| 276 Adelheid      | 17. travnja 1888.   |
| 278 Paulina       | 16. svibnja 1888.   |
| 279 Thule         | 25. listopada 1888. |
| 280 Philia        | 29. listopada 1888. |
| 281 Lucretia      | 31. listopada 1888. |
| 286 Iclea         | 3. kolovoza 1889.   |
| 290 Bruna         | 20. ožujka 1890.    |
| 291 Alice         | 25. travnja 1890.   |
| 292 Ludovica      | 25. travnja 1890.   |
| 295 Theresia      | 17. kolovoza 1890.  |
| 299 Thora         | 6. listopada 1890.  |
| 301 Bavaria       | 16. studenoga 1890. |
| 304 Olga          | 14. veljače 1891.   |
| 309 Fraternitas   | 6. travnja 1891.    |
| 313 Chaldaea      | 30. kolovoza 1891.  |
| 315 Constantia    | 4. rujna 1891.      |
| 320 Katharina     | 11. listopada 1891. |
| 321 Florentina    | 15. listopada 1891. |
| 324 Bamberga      | 25. veljače 1892.   |
| 326 Tamara        | 19. ožujka 1892.    |
| 569 Misa          | 27. srpnja 1905.    |
| 583 Klotilde      | 31. prosinca 1905.  |
| 652 Jubilatrix    | 4. studenoga 1907.  |
| 671 Carnegia      | 21. rujna 1908.     |
| 687 Tinette       | 16. kolovoza 1909.  |
| 688 Melanie       | 25. kolovoza 1909.  |
| 689 Zita          | 12. rujna 1909.     |
| 703 Noëmi         | 3. listopada 1910.  |
| 710 Gertrud       | 28. veljače 1911.   |
| 711 Marmulla      | 1. ožujka 1911.     |
| 716 Berkeley      | 30. srpnja 1911.    |
| 718 Erida         | 29. rujna 1911.     |
| 719 Albert        | 3. listopada 1911.  |
| 722 Frieda        | 18. listopada 1911. |
| 723 Hammonia      | 21. listopada 1911. |
| 724 Hapag         | 21. listopada 1911. |
| 725 Amanda        | 21. listopada 1911. |
| 728 Leonisis      | 16. veljače 1912.   |
| 730 Athanasia     | 10. travnja 1912.   |
| 734 Benda         | 11. listopada 1912. |
| 750 Oskar         | 28. travnja 1913.   |
| 782 Montefiore    | 18. ožujka 1914.    |
| 783 Nora          | 18. ožujka 1914.    |
| 794 Irenaea       | 27. kolovoza 1914.  |
| 795 Fini          | 26. rujna 1914.     |
| 803 Picka         | 21. ožujka 1915.    |
| 827 Wolfiana      | 29. kolovoza 1916.  |
| 828 Lindemannia   | 29. kolovoza 1916.  |
| 867 Kovacia       | 25. veljače 1917.   |
| 876 Scott         | 20. lipnja 1917.    |
| 902 Probitas      | 3. rujna 1918.      |
| 903 Nealley       | 13. rujna 1918.     |
| 932 Hooveria      | 23. ožujka 1920.    |
| 941 Murray        | 10. listopada 1920. |
| 964 Submara       | 27. listopada 1921. |
| 975 Perseverantia | 27. ožujka 1922.    |
| 996 Hilaritas     | 21. ožujka 1923.    |
| 1073 Gellivara    | 14. rujna 1923.     |
| 14309 Defoy       | 22. rujna 1908.     |